# Flamboyant (Pet Shop Boys)
Flamboyant è un singolo del gruppo musicale britannico Pet Shop Boys, pubblicato il 29 marzo 2004 come secondo estratto dalla quinta raccolta PopArt: Pet Shop Boys - The Hits;.

## Descrizione
Il singolo ottenne un modesto successo, piazzandosi alla posizione numero 12 nella classifica britannica. La versione pubblicata come singolo differenzia leggermente dalla versione inclusa nella raccolta. Inoltre, la canzone è apparsa anche nel film Turbo (2013).
La b-side presente nel singolo è il brano I Didn't Get Where I Am Today, scritto e composto per l'album Release, nel quale compare Johnny Marr come chitarrista. Il singolo venne pubblicato con 3 copertine diverse, ma ognuna raffigurante i nomi del brano e del duo in katakana.

## Tracce
CD singolo, 12"
1. Flamboyant (Radio Edit)
2. I Didn't Get Where I Am Today

CD maxi-singolo
1. Flamboyant (Tomcraft Extended Mix)
2. Flamboyant (Scissor Sisters Silhouettes & Shadows Mix)
3. Flamboyant (DJ Hell Remix)
4. Flamboyant (Demo Version)
5. Flamboyant (Enhanced Video)

## Classifiche
| Classifica (2004) | Posizione massima |
| ----------------- | ----------------- |
| Danimarca         | 13                |
| Francia           | 81                |
| Germania          | 43                |
| Irlanda           | 33                |
| Regno Unito       | 12                |
| Spagna            | 9                 |
| Svezia            | 43                |